# Coppa Europa di sci alpino 1994
La Coppa Europa di sci alpino 1994 fu la 23ª edizione della manifestazione organizzata dalla Federazione Internazionale Sci.
In campo maschile lo svizzero Patrick Staub si aggiudicò sia la classifica generale, sia quella di slalom speciale; il suo connazionale Daniel Brunner vinse quella di discesa libera, l'italiano Alessandro Fattori quella di supergigante e lo svizzero Urs Kälin quella di slalom gigante. Lo svizzero Marcel Sulliger era il detentore uscente della Coppa generale.
In campo femminile la canadese Mélanie Turgeon si aggiudicò la classifica generale; la russa Varvara Zelenskaja vinse quella di discesa libera, le norvegesi Andrine Flemmen e Anne Berge rispettivamente quella di supergigante e di slalom gigante e l'austriaca Christiane Abenthung quella di slalom speciale. La svedese Kristina Andersson era la detentrice uscente della Coppa generale.

## Uomini

### Classifiche

#### Generale
| Pos. | Nome               | Nazione  | Punti |
| ---- | ------------------ | -------- | ----- |
| 1    | Patrick Staub      | Svizzera | 145   |
| 2    | Urs Kälin          | Svizzera | 137   |
| 3    | Yves Dimier        | Francia  | 128   |
| 4    | Alessandro Fattori | Italia   | 119   |
| 5    | Mario Reiter       | Austria  | 100   |
| 6    | Oliver Künzi       | Svizzera | 93    |
| 6    | Andreas Schifferer | Austria  | 93    |
| 8    | Kilian Albrecht    | Austria  | 85    |
| 8    | Massimo Zucchelli  | Italia   | 85    |
| 10   | Daniel Brunner     | Svizzera | 82    |

#### Discesa libera
| Pos. | Nome               | Nazione       | Punti |
| ---- | ------------------ | ------------- | ----- |
| 1    | Daniel Brunner     | Svizzera      | 77    |
| 2    | Andreas Schifferer | Austria       | 49    |
| 3    | Maurizio Feller    | Italia        | 37    |
| 4    | Markus Foser       | Liechtenstein | 36    |
| 5    | Jürgen Hasler      | Liechtenstein | 32    |

#### Supergigante
| Pos. | Nome               | Nazione   | Punti |
| ---- | ------------------ | --------- | ----- |
| 1    | Alessandro Fattori | Italia    | 119   |
| 2    | Jernej Koblar      | Slovenia  | 63    |
| 3    | Ian Piccard        | Francia   | 50    |
| 4    | Janne Leskinen     | Finlandia | 47    |
| 5    | Ivan Eggenberger   | Svizzera  | 40    |

#### Slalom gigante
| Pos. | Nome              | Nazione  | Punti |
| ---- | ----------------- | -------- | ----- |
| 1    | Urs Kälin         | Svizzera | 137   |
| 2    | Kilian Albrecht   | Austria  | 85    |
| 2    | Massimo Zucchelli | Italia   | 85    |
| 4    | Ivan Bormolini    | Italia   | 73    |
| 5    | Mario Reiter      | Austria  | 71    |

#### Slalom speciale
| Pos. | Nome          | Nazione  | Punti |
| ---- | ------------- | -------- | ----- |
| 1    | Patrick Staub | Svizzera | 122   |
| 2    | Yves Dimier   | Francia  | 114   |
| 3    | Oliver Künzi  | Svizzera | 93    |
| 4    | Andrea Zinsli | Svizzera | 77    |
| 5    | Thomas Fogdö  | Svezia   | 65    |
| 5    | Angelo Weiss  | Italia   | 65    |

## Donne

### Classifiche

#### Generale
| Pos. | Nome                  | Nazione  | Punti |
| ---- | --------------------- | -------- | ----- |
| 1    | Mélanie Turgeon       | Canada   | 138   |
| 2    | Anne Berge            | Norvegia | 124   |
| 3    | Andrine Flemmen       | Norvegia | 77    |
| 3    | Alexandra Meissnitzer | Austria  | 77    |
| 5    | Martina Koschuttnigg  | Austria  | 76    |
| 5    | Madlen Summermatter   | Svizzera | 76    |
| 7    | Manuela Lieb          | Austria  | 75    |
| 7    | Ylva Nowén            | Svezia   | 75    |
| 7    | Varvara Zelenskaja    | Russia   | 75    |
| 10   | Christiane Abenthung  | Austria  | 72    |

#### Discesa libera
| Pos. | Nome                | Nazione  | Punti |
| ---- | ------------------- | -------- | ----- |
| 1    | Varvara Zelenskaja  | Russia   | 75    |
| 2    | Lindsey Roberts     | Canada   | 71    |
| 3    | Madlen Summermatter | Svizzera | 65    |
| 4    | Svetlana Gladyševa  | Russia   | 60    |
| 5    | Mélanie Turgeon     | Canada   | 56    |

#### Supergigante
| Pos. | Nome                  | Nazione  | Punti |
| ---- | --------------------- | -------- | ----- |
| 1    | Andrine Flemmen       | Norvegia | 50    |
| 2    | Alexandra Meissnitzer | Austria  | 42    |
| 3    | Manuela Heubi         | Svizzera | 41    |
| 4    | Mélanie Turgeon       | Canada   | 40    |
| 5    | Alessandra Merlin     | Italia   | 36    |

#### Slalom gigante
| Pos. | Nome                | Nazione  | Punti |
| ---- | ------------------- | -------- | ----- |
| 1    | Anne Berge          | Norvegia | 71    |
| 2    | Leila Demez         | Italia   | 69    |
| 3    | Ylva Nowén          | Svezia   | 53    |
| 4    | Cornelia Meusburger | Austria  | 52    |
| 5    | Karin Roten         | Svizzera | 41    |

#### Slalom speciale
| Pos. | Nome                 | Nazione  | Punti |
| ---- | -------------------- | -------- | ----- |
| 1    | Christiane Abenthung | Austria  | 72    |
| 2    | Titti Rodling        | Svezia   | 64    |
| 3    | Trude Gimle          | Norvegia | 45    |
| 4    | Manuela Lieb         | Austria  | 41    |
| 5    | Kerstin Riediger     | Germania | 37    |